# Pompertuzat

Pompertuzat este o comună în departamentul Haute-Garonne din sudul Franței. În 2009 avea o populație de 2.003 de locuitori.

## Evoluția populației
| An        | 1975 | 1982 | 1990 | 1999  | 2006  | 2009  |
| --------- | ---- | ---- | ---- | ----- | ----- | ----- |
| Populație | 587  | 699  | 821  | 1.208 | 1.815 | 2.003 |